# Ducat de Narbona
Duc de Narbona (dux Narbonensis) va ser un títol emprat en diversos moments pels senyors de Narbona, mentre que el poder directe a la ciutat el tenien els vescomtes. El prestigi del títol probablement es relacionava amb el fet que Narbona havia estat una capital de l'antiga administració romana de la província homònima de Gallia Narbonensis.
A la mort de la seva cosina Berta de Roergue el 1065, Guillem IV de Tolosa va heretar el comtat de Narbona. El seu germà i successor, Ramon IV, va elevar la condició del títol a duc. El fill i successor de Ramon IV, Alfons Jordà, també va emprar el títol amb l'aprovació reial (com Amphusus dux Narbonensis provincie); Alfons encunyarà moneda narbonesa amb la inscripció DUX ANFOS. El seu fill, Ramon V, el va situar abans que els altres títols denotant el seu prestigi (probablement relacionat amb la seva connexió amb el passat romà). La família raimondina va quedar desposseïda d'aquest títol amb la Croada albigesa.
El 1215 Felip II de França va concedir a Simó IV de Montfort, ja comte de Leicester, els títols de duc de Narbona i comte de Tolosa, confirmant així les conquestes que havia aconseguit durant la croada. Arnau Amalric, aleshores arquebisbe de Narbona, també va reclamar la dignitat ducal i va entrar en una disputa amb Simó que no es va resoldre abans que aquest morís el 1218 mentre assetjava la ciutat de Tolosa. A partir d'aquell moment el títol va pertànyer a l'arxidiòcesi.

## Ducs de Narbona

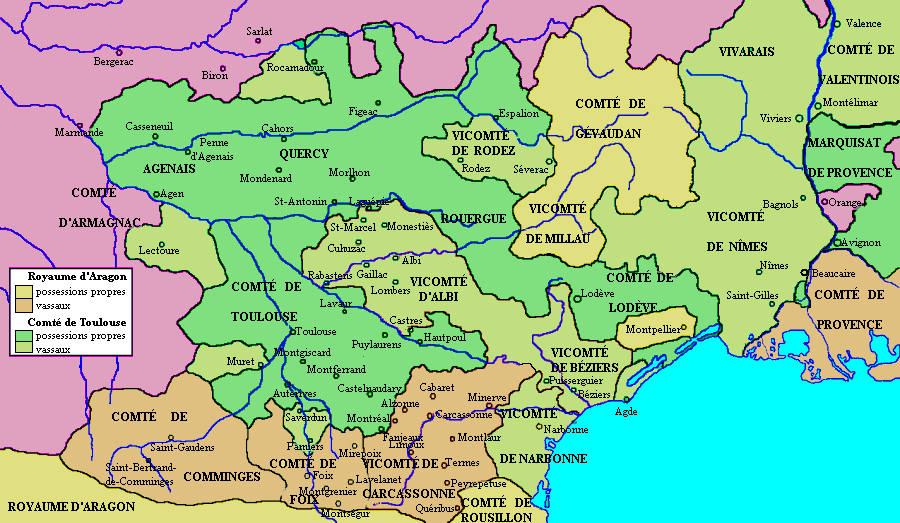
El Llenguadoc a la vetlla de la Croada albigesa (1209).

- Ramon IV de Tolosa, I duc de Narbona († 1105)
- Alfons Jordà de Tolosa, II duc de Narbona († 1148), fill de l'anterior
- Ramon V de Tolosa, III duc de Narbona († 1194), fill de l'anterior
- Ramon VI. de Tolosa, IV duc de Narbona († 1222), fill de l'anterior
- Ramon VII de Tolosa, V duc de Narbona († 1249), fill de l'anterior
- Simó de Montfort, VI duc de Narbona († 1218), per dret de conquesta